# Heatingen (Adelsgeschlecht)

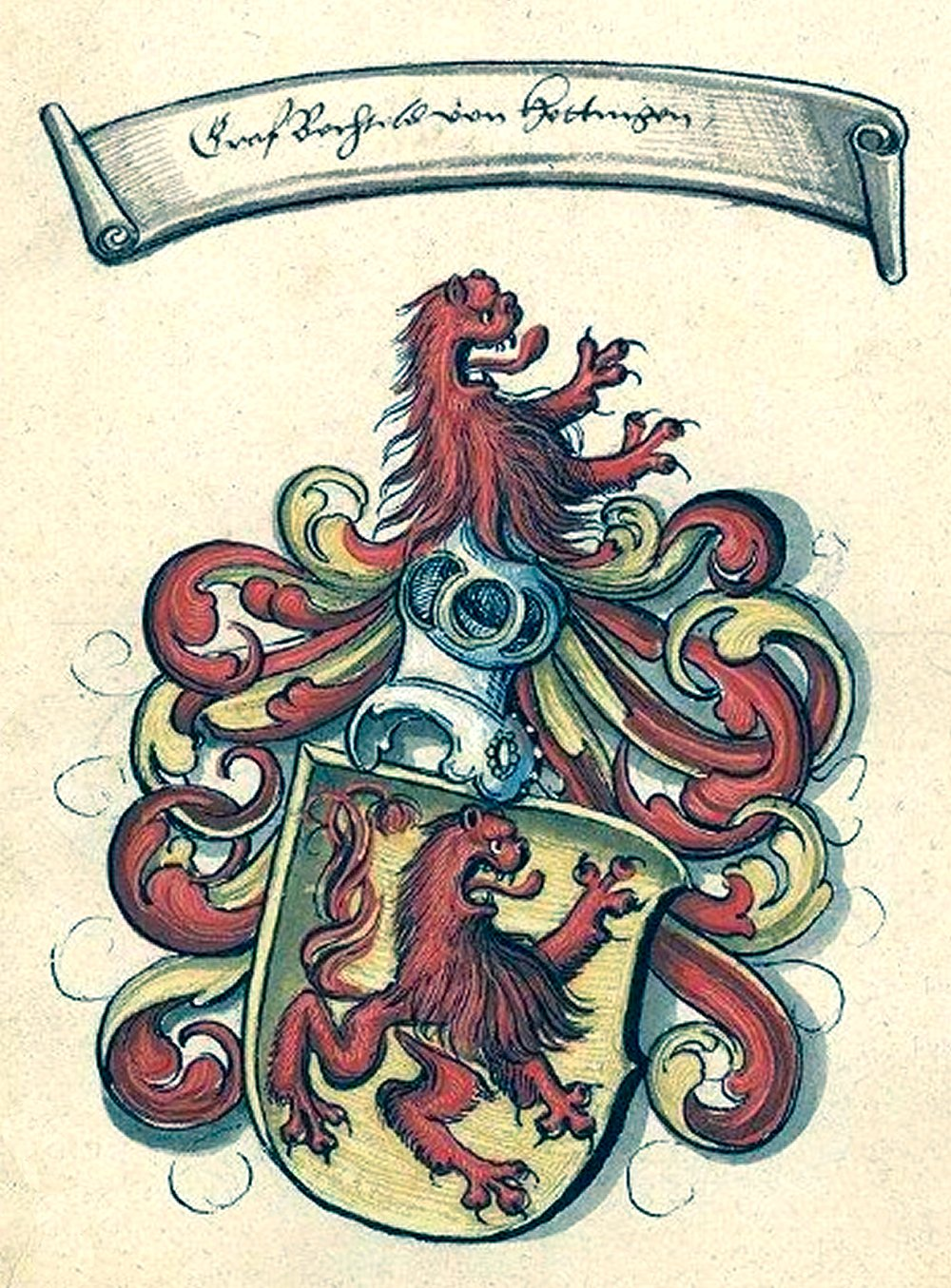
Wappen derer von Hettingen (erstellt 1535)

Die Grafen von Heatingen, später auch von Hettingen, waren eine Adelsfamilie schwäbischer Grafen, die um 1135 urkundlich erstmals erscheint und in dem gleichnamigen Ort Hettingen ansässig war.

## Geschichte

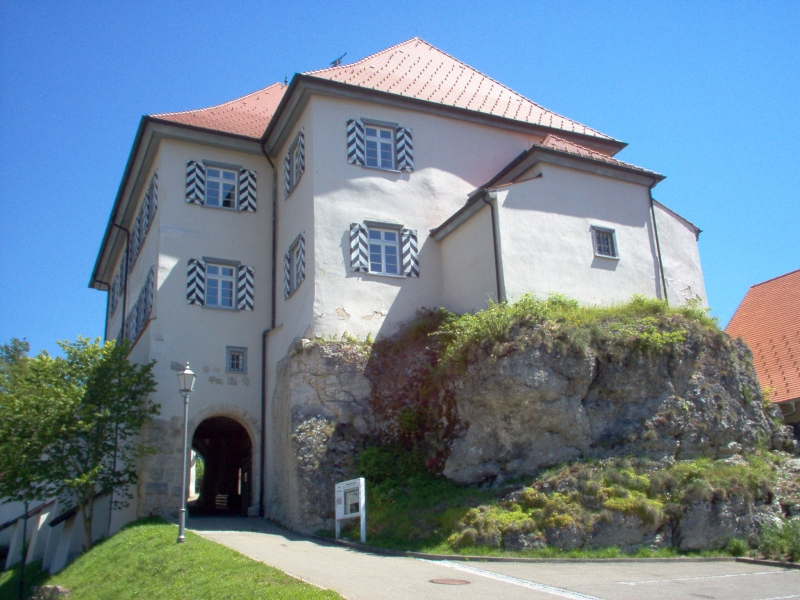
Schloss Hettingen

Die gräfliche Familie von Heatingen wurde im Jahre 1135 erstmals mit dem Eintritt von Adalbert Graf von Haetingen in das Kloster Zwiefalten erwähnt. Ab 1100 war dieser Herrscher, der Herrschaft Heatingen (später Hettingen). Die gräfliche Familie war der Namensgeber des heutigen Ortes Hettingen, der die damalige Herrschaft derer von Heatingen war. Durch die Einheirat einer Tochter in die gräfliche Familie von Achalm, kamen diese auf die Herrschaft. Der Name von Heatingen wurde später in von Hettingen geändert.

## Namensträger
- Nicolaus Graf von Heatingen I. (ca. 1150–?)
- Adalbert Graf von Heatingen, Herrscher der Herrschaft Heatingen (Hettingen) ⚭ mit Margarete von Lupfen, Tochter von Nicolaus von Lupfen
- Sigismund Graf von Hettingen, Sohn des Adalbert (erster Graf mit Namensänderung)
- Nicolaus Graf von Hettingen II.

## Stammliste
1. Nicolaus Graf von Heatingen (* um 1150) ⚭ Mathilde von Heatingen Kinder:
  1. Adalbert Graf von Heatingen
  2. Mechthild von Hettingen ⚭ Adalbert Graf von Achalm-Hettingen Kinder:
    1. Adelheild von Achalm-Hettingen ⚭ Berthold  Graf von Neuffen. Kinder:
      1. Mathilde Gräfin von Neuffen (gest. 1221) Äbtissin
      2. Berthold Graf von Neuffen II., Protonotar Friedrichs II. und Bischof von Brixen
      3. Adelheid Gräfin von Neuffen erste Ehe mit Konrad Graf von Heiligenberg III., zweite Ehe mit Gottfried Graf von Sigmaringen-Helfenstein
      4. Heinrich Graf von Neuffen I. ⚭ Adelheid von Winnenden Kinder:
        1. Heinrich Graf von Neuffen II. ⚭ ? Kinder:
          1. Luitgard Gräfin von Neuffen ⚭ Konrad IV. der jüngere von Weinsberg

        2. Gottfried Graf von Neuffen (gest. 1246)
        3. Adelheid Gräfin von Neuffen ⚭ Egino Graf von Urach-Freiburg Kinder:
          1. Adelheild Gräfin von Urach-Freiburg ⚭ Gottfried Graf von Habsburg Kinder:
            1. Rudolf Graf von Habsburg-Laufenburg III.

          2. Konrad Graf von Freiburg I. ⚭ Sophia von Zollern Kinder:
            1. Heinrich von Freiburg ⚭ Anna von Wartenberg Kinder:
              1. Verena Gräfin von Freiburg ⚭ Graf Heinrich von Fürstenberg II.

## Wappen
Blasonierung: In Gold ein roter, linksgewendeter Löwe. Auf dem Helm derselbe Löwe wachsend. Die Helmdecken sind rot-golden.